# 峭舟蛾属
峭舟蛾属为舟蛾科的一个属，主要分布於東洋界的大陸地區，屬於大型舟蛾，通體黃褐色，前翅修長，雄蛾與雌蛾的觸角皆為雙櫛齒狀，但雌蛾的分支明顯較短。

## 物种
- 線峭舟蛾 Rachia lineata (Matsumura, 1925)
- 羽峭舟蛾 Rachia plumosa Moore, 1879
- 帶紋峭舟蛾 Rachia striata Hampson, 1892